# Serpil Turhan

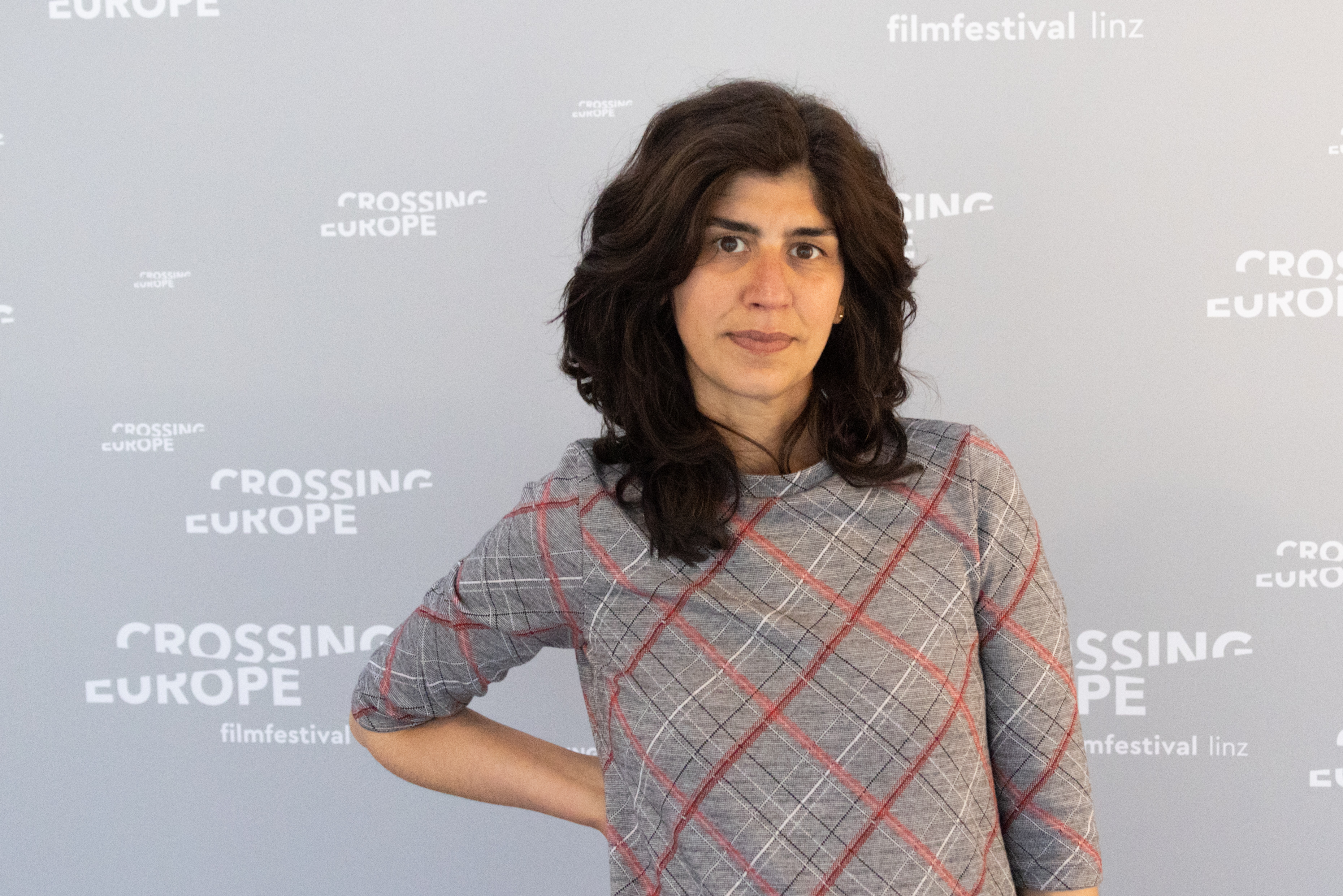
Serpil Turhan (2023)

Serpil Turhan (* 28. November 1979 in West-Berlin) ist eine deutsche Schauspielerin und Regisseurin.

## Leben
Turhan ist eines von vier Kindern einer kurdischen Familie; ihre Eltern stammen aus dem östlichen Anatolien und gingen in den 1970er-Jahren nach Berlin. Von 2001 bis 2004 studierte sie Theaterwissenschaften an der FU Berlin, danach war sie Gasthörerin an der Deutschen Film- und Fernsehakademie Berlin. Turhan studierte Theaterwissenschaft sowie Medienkunst/Film an der HfG Karlsruhe. Ihre praktische Vordiplomarbeit, das Originalton-Hörspiel Jahrgang ’76 (2008), wurde auf CD veröffentlicht und 2010 im Rundfunk von Deutschlandradio Kultur erstmals gesendet.
2013 beendete sie ihr Studium an der HfG Karlsruhe mit ihrem ersten abendfüllenden Dokumentarfilm Dilim Dönmüyor – Meine Zunge dreht sich nicht. 2016 entstand ihr Dokumentarfilm Rudolf Thome – Überall Blumen, der in der Sektion Forum der 66. Berlinale gezeigt wurde. Sie ist Gastprofessorin an der HfG Karlsruhe im Studiengang Medienkunst/Film.
Turhan war als Darstellerin in mehreren Kinofilmen von Thomas Arslan, Rudolf Thome und Neco Çelik zu sehen. Sie ist Jurymitglied bei bekannten Filmpreisen.
Serpil Turhan heiratete 2011 und bekam 2014 eine Tochter. Serpil Turhan lebt und arbeitet in Berlin.

## Filmografie
als Darstellerin:
- 1997: Geschwister – Kardeşler
- 2001: Der schöne Tag
- 2003: Rot und Blau
- 2004: Urban Guerillas
- 2004: Frau fährt, Mann schläft
- 2006: Rauchzeichen

als Regisseurin:
- 2011: Herr Berner und die Wolokolamsker Chaussee (Dokumentarfilm)[13]
- 2013: Dilim Dönmüyor – Meine Zunge dreht sich nicht (Autobiographischer Dokumentarfilm)[3]
- 2016: Rudolf Thome – Überall Blumen (Dokumentarfilm)[14]
- 2021: Köy (Dokumentarfilm)[15]